# Nadezhda Troyán
Nadezhda Víktorovna Troyán (en bielorruso: Надзея Віктараўна Траян; en ruso: Наде́жда Ви́кторовна Троя́н; 24 de octubre de 1921 – 7 de septiembre de 2011) fue una oficial de inteligencia soviética que también se desempeñó como enfermera en una unidad partisana. Es más conocida por su papel en el asesinato de Wilhelm Kube, por el cual ella y los otros conspiradores fueron honrados con el título de Héroe de la Unión Soviética el 29 de octubre de 1943.

## Biografía

### Infancia y juventud
Nadezhda Troyán nació el 24 de octubre de 1921 en el seno de una familia bielorrusa de clase trabajadora en el pueblo de Drissa, situado dentro de la gobernación de Vitebsk en la actual Bielorrusia. Su familia se mudó con frecuencia a diferentes partes de la Unión Soviética, incluidas Chechenia y Siberia. Después de completar diez grados en la escuela con excelentes calificaciones, ingresó en el Instituto Médico de Moscú, pero poco después se trasladó al Instituto Médico de Minsk cuando su familia se mudó a Minsk.

### Segunda Guerra Mundial
Después de la invasión alemana de la Unión Soviética en 1941, el ejército alemán rápidamente tomó el control de la ciudad natal de Troyán y se vio obligada a limpiar los cuarteles de la Wehrmacht. Más tarde fue reasignada a tareas de cocina y trabajó con varios prisioneros de guerra. Encontró un panfleto contra la ocupación en su patio trasero y distribuyó varias copias, pero después de que su familia se mudara a Smalyavichy, se involucró más en el movimiento de resistencia después de enterarse de que una compañera enfermera en el hospital donde trabajaba, Niura Kosarevskaya, estaba ayudando a un grupo de partisanos. finalmente, Troyán se ganó la confianza de Kosarevskaya y ayudó a la unidad partisana trabajando como traductora ya que sabía bastante alemán. Comenzó a imprimir y distribuir folletos escritos en alemán dirigidos a los soldados de la Wehrmacht, luego los escondía en el fondo de los contenedores de alimentos vendidos a las tropas alemanas y contrabandeaba armas y suministros a la resistencia de Minsk cada vez que un oficial alemán la llevaba a Minsk. Más tarde, los alemanes comenzaron a sospechar de ella en el verano de 1942, por lo que la obligaron a presenciar una ejecución masiva de presuntos partisanos. Después de eso, logró dejar Smalyavichy y comenzó a trabajar como enfermera en la unidad partisana conocida como «Dyadi Koli». Posteriormente fue asignada al quinto subdestacamento, que se suponía que debía descarrilar trenes, destruir equipos alemanes y ayudar a escapar a los prisioneros soviéticos.
En la primavera de 1943, a Troyán se le asignó la peligrosa tarea de encontrar a alguien para asesinar a Wilhelm Kube, un miembro de alto rango de las SS y el Generalkommissar de la Bielorrusia ocupada por los nazis, quien además era el supervisor del gueto de Minsk. Troyán finalmente se decidió por una joven llamada Elena Mázanik, quien trabajaba en la mansión de Kube como sirvienta y era hermana de otra partisana, Valentina Shchutskoi. Mázanik tenía mucho miedo de confiar en Troyán al principio, pero después de que su hermana verificara la identidad de la conspiradora quien sería la encargada de proporcionar la bomba, María Osipova, Mazanik se sintió más tranquila y aceptó el plan. Mazanik colocó la bomba debajo de la cama de Kube y el asesinato salió según lo planeado; luego, los tres miembros que habían urdido y ejecutado el complot, incluida Troyán, recibieron el título de Héroe de la Unión Soviética el 29 de octubre de 1943 por su «coraje y heroísmo en la lucha contra los invasores nazis». Continuó participando en actividades de resistencia hasta el final de la guerra.
Esta hazaña de los partisanos soviéticos se describe en el largometraje de 1958 Часы остановились в полночь (El reloj se detuvo a medianoche), dirigida por Nikolái Figurovski y producida por Belarusfilm, la serie rusa de 2012 Okhota na gaulyaytera (caza al Gauleiter) dirigida por Oleg Bazilov, y en el documental rusobielorruso de 2007 Убить гауляйтера (Matar al Gauleiter).

### Posguerra
Después del final de la guerra, Troyán se graduó en 1947 en la facultad de medicina de la Universidad Estatal de Moscú y se convirtió en cirujana. Así mismo se convirtió en Candidata de Ciencias Médicas en 1962 después de escribir su disertación, después de lo cual trabajó para el Ministerio de Salud en el Instituto Central de Investigación Científica para la Educación en Salud de la URSS y finalmente se convirtió en directora del programa. Su hijo Alekséi trabajó como cirujano cardiovascular. Murió en Moscú el 7 de septiembre de 2011 a la edad de 89 años.
Además fue miembro del Presídium del Comité Soviético de Veteranos de Guerra, del Comité de Defensa de la Paz, presidenta del comité ejecutivo de la Unión de Sociedades de la Cruz Roja y de la Media Luna Roja de la URSS, miembro del Consejo de la Internacional Federación de Luchadores de la Resistencia, copresidente de la Organización Internacional para la Educación para la Salud.

## Condecoraciones y honores
- Héroe de la Unión Soviética (N.º 1209; 29 de octubre de 1943).
- Orden de Lenin (29 de octubre de 1943).
- Orden de la Guerra Patria de 1.er grado.
- Orden de la Estrella Roja
- Orden de la Amistad de los Pueblos (7 de abril de 1994) - «por méritos en el movimiento de veteranos y participación activa en la educación patriótica de la juventud».[10]
- Orden de la Bandera Roja del Trabajo, dos veces
- Medalla al Partisano de la Guerra Patria de 1.er grado
- Medalla de Zhúkov
- Medalla Conmemorativa por el Centenario del Natalicio de Lenin
- Medalla por la Victoria sobre Alemania en la Gran Guerra Patria 1941-1945
- Medalla Conmemorativa del 20.º Aniversario de la Victoria en la Gran Guerra Patria de 1941-1945
- Medalla Conmemorativa del 30.º Aniversario de la Victoria en la Gran Guerra Patria de 1941-1945
- Medalla Conmemorativa del 40.º Aniversario de la Victoria en la Gran Guerra Patria de 1941-1945
- Medalla Conmemorativa del 50.º Aniversario de la Victoria en la Gran Guerra Patria de 1941-1945
- Medalla Conmemorativa del 60.º Aniversario de la Victoria en la Gran Guerra Patria de 1941-1945
- Medalla Conmemorativa del 65.º Aniversario de la Victoria en la Gran Guerra Patria de 1941-1945
- Medalla al Trabajador Veterano
- Medalla del 50.º Aniversario de las Fuerzas Armadas de la URSS
- Medalla del 60.º Aniversario de las Fuerzas Armadas de la URSS
- Medalla del 70.º Aniversario de las Fuerzas Armadas de la URSS
- Medalla Conmemorativa del 800.º Aniversario de Moscú
- Medalla Conmemorativa del 850.º Aniversario de Moscú

### Listas relacionadas
- Lista de heroínas de la Unión Soviética